# Opéra (stanice metra v Paříži)

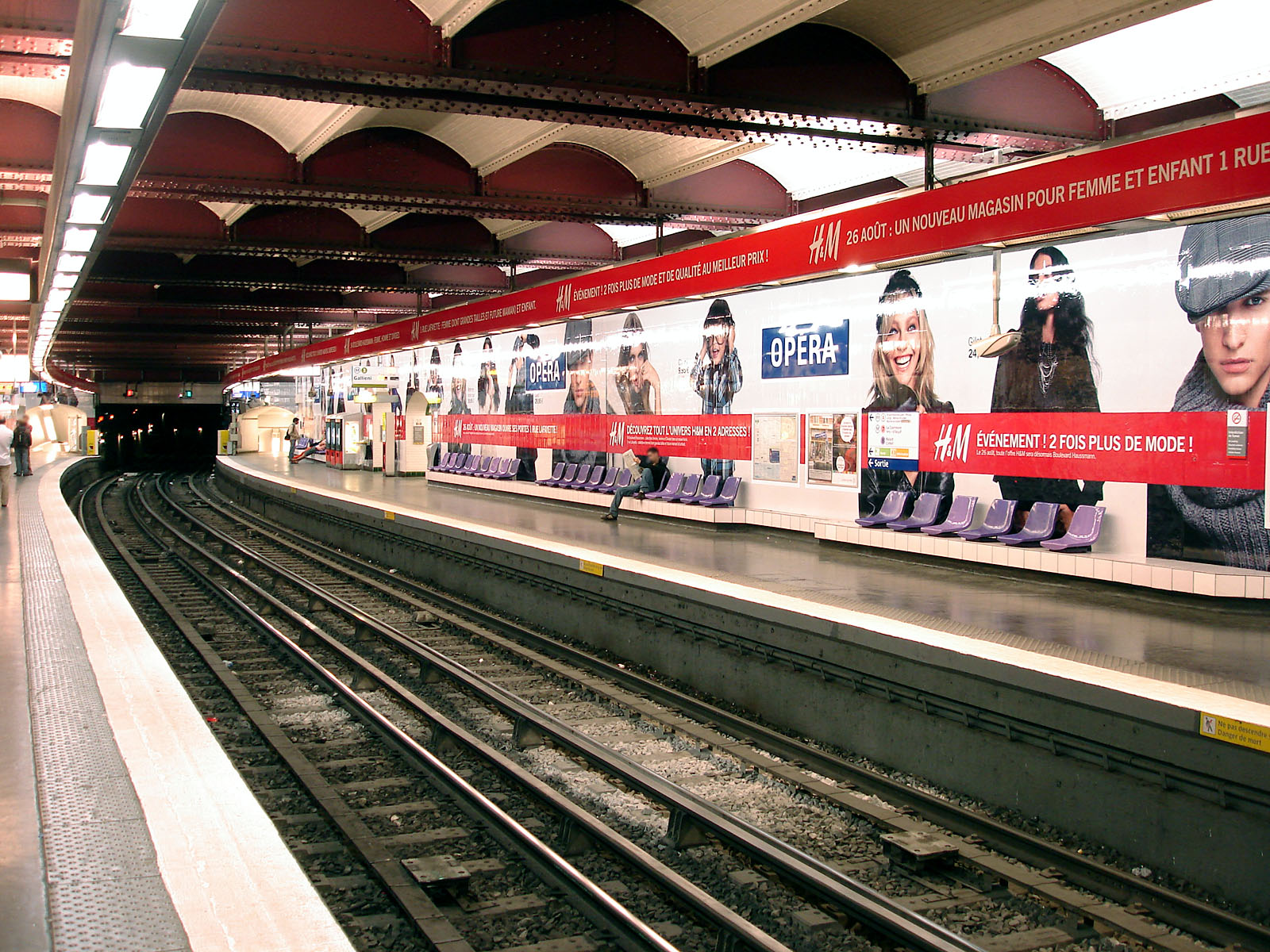
Nástupiště linky 3

Opéra je přestupní stanice pařížského metra mezi linkami 3, 7 a 8. Podzemním podchodem je spojena též se stanicí Auber, kde je možný přestup na linku RER A, a přes niž je přestupními koridory nepřímo propojená s dalšími stanicemi metra a RER. Nachází se na hranicích 2. a 9. obvodu v Paříži pod náměstím Place de l'Opéra na severním konci Avenue de l'Opéra.

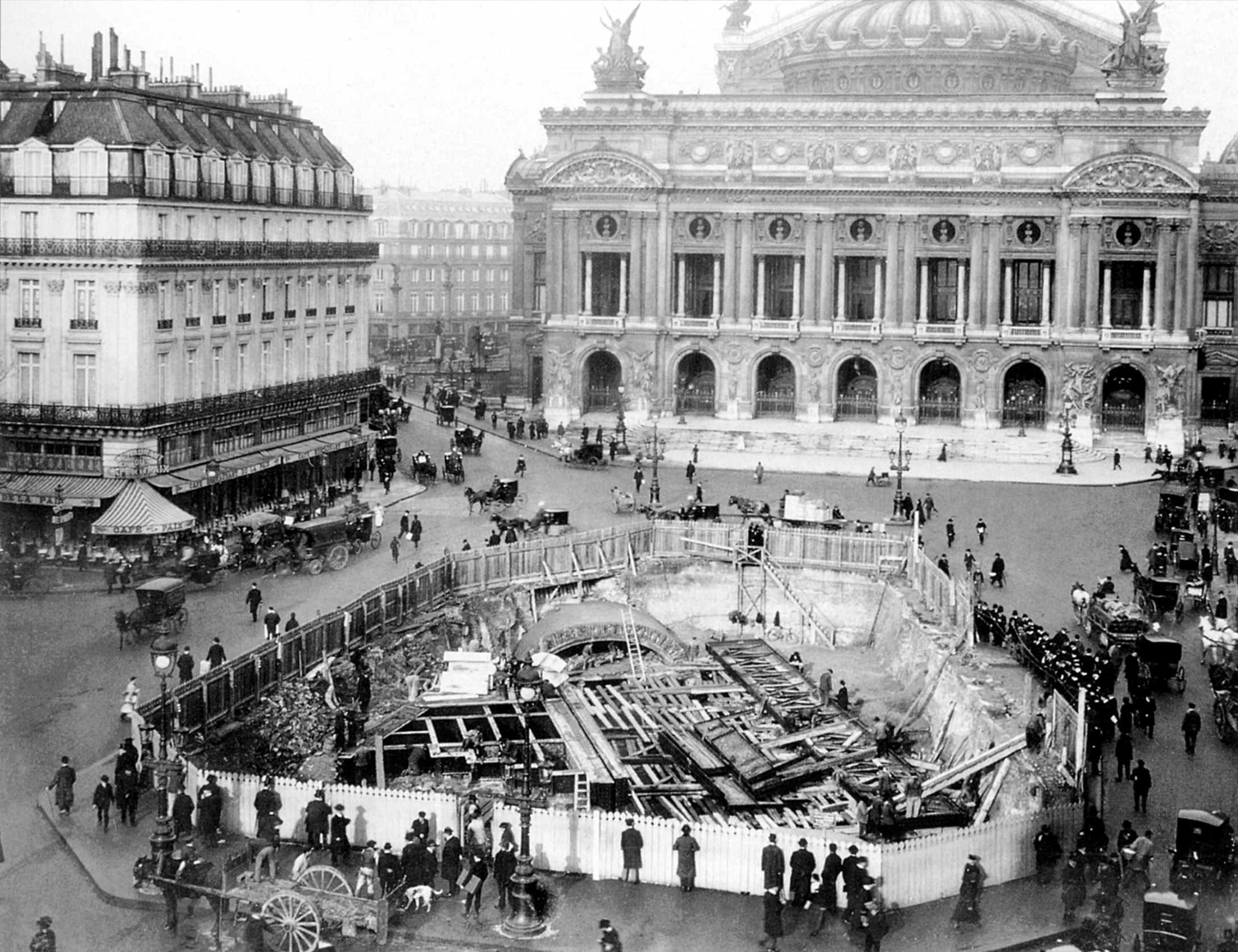
Výstavba stanice

## Historie
Stanice byla otevřena 19. října 1904 nejprve jako součást prvního úseku linky 3 mezi stanicemi Avenue de Villiers (dnes Villiers) a Père Lachaise. 5. listopadu 1910 zde začínal první úsek nové linky 7, která odtud vedla do Porte de la Villette. 13. července 1913 ve stanici Opéra začínal rovněž první úsek linky 8, který končil ve stanici Beaugrenelle (dnes Charles Michels na lince 10). 23. listopadu 1971 byla otevřena stanice Auber na lince RER A, která byla podzemní chodbou propojena se stanicí Opéra.
Když byla v roce 1999 otevřena stanice Haussmann – Saint-Lazare na lince RER E, vznikl rozsáhlý podzemní labyrint chodeb, který umožňuje projít ze stanice Opéra přes Auber do stanice Havre – Caumartin (linky 3 a 9), přes ni dále na Haussmann – Saint-Lazare a Saint-Lazare (linky 3, 12, 13 a 14) a odtud ještě na stanici Saint-Augustin (linka 9).

## Název
Jméno stanice (opera) je odvozeno od faktu, že se nachází pod Avenue de l'Opéra před budovou slavné pařížské Opery Garnier.

## Zajímavosti v okolí
- Opéra Garnier